# 策德布达木巴·奥云格日勒
策德布达木巴·奥云格日勒（1966年10月26日—），女，蒙古族，蒙古国库苏古尔省人，蒙古国政治人物、社会活动家。

## 生平
奥云格日勒在库苏古尔省出生和长大。1983年，在完成初中和高中教育后，赴苏联斯维尔德洛夫斯克，在国家经济学院学习，于1988年毕业，获计划经济学士学位。她回到家乡，担任库苏古尔省供应和采购公司的销售经理，直到1991年被任命为库苏古尔省劳动和社会保障厅厅长。 1993年，赴蒙古国首都乌兰巴托，在国家社会保障办公室任职。
1991年至1992年，她是复兴党在库苏古尔省的主席，后来该党和其他政党共同创立国家民主党。自1997年起，她曾在各主要民主运动组织及社会组织的总部及协商委员会任职，如1997-2000年在全国民主青年组织“新生代”（National Democratic Youth Organization “New Generation” ），1997-2000年在全国民主妇女（National Democratic Women），以及在国家民主党（National Democratic Party，后来共同创立民主党）、民主妇女联盟（Democratic Women's Union）以及民主党。
自1996年起，她同查希亚·额勒贝格道尔吉密切合作。1996年至1998年间，她是额勒贝格道尔吉的私人助理，当时额勒贝格道尔吉是国家大呼拉尔副议长，后来在1998年成为总理。1998年至2000年，她领导议会多数派（民主联盟）。 2000年至2003年，她是国家大呼拉尔委员拉木扎布·贡达莱的顾问。2004年时，额勒贝格道尔吉第二次被任命为总理，她加入其团队担任顾问。
她发起成立并领导了一些民间社会组织和人权组织。2004年至2007年，她付出了艰苦努力，以帮助民间组织及其成员筹集资金，推动公益活动。
1993年，她自莫斯科国际商务学校（Moscow School of International Business）获得工商管理硕士学位。2004年，她自美国斯坦福大学毕业，主修国际政策研究。她获得了2003年的傅爾布萊特計畫獎學金。2006年，她成为耶鲁世界学者（Yale World Fellow）。
2012年8月，奥云格日勒被任命为阿勒坦呼亚格内阁的文化、体育和旅游部部长。2014年卸任。2015年出任赛汗比莱格内阁的副总理。

## 家庭
奥云格日勒已婚，育有一子一女。